# بنزو (سی) سینولین
بنزو (سی) سینولین (به انگلیسی: Benzo(c)cinnoline) با فرمول شیمیایی C۱۲H۸N۲ یک ترکیب شیمیایی با شناسه پاب‌کم ۹۱۹۰ است. که جرم مولی آن ۱۸۰٫۲۱ g/mol می‌باشد.